# Bommadigere, Kunigal
Bommadigere là một làng thuộc tehsil Kunigal, huyện Tumkur, bang Karnataka, Ấn Độ.